# Sociedad Teosófica en Israel
La Sociedad Teosófica en Israel es la sede nacional de la Sociedad Teosófica Mundial con sede en Adyar, India. 
Se funda en 1953 con la Logia Galilea localizada en Safed. Una segunda logia, la Logia de la Alianza, se abrió en 1954 presidida por Masha Dominic, de origen rumano quien emigró a Israel en 1949 y había sido miembro de la Sociedad Teosófica en Rumania. En 1954 Hans Seudberg de Jerusalén, quien había sido miembro de la Sociedad Teosófica en Austria fue elegido agente presidencial de Israel. Se fundan luego tres nuevas logias en 1959 en Tel Aviv, Haifa y Jerusalén. Para 1960 contaba con unos 80 miembros y realizaba actividades públicas y conferencias, recibiendo incluso al presidente de la Sociedad Teosófica mundial, John Coats. Publicaban la revista teosófica en hebreo, alemán e inglés. En 1963 se realizó el primer congreso nacional en Tel Aviv, en 1970 la primera escuela de verano, en 1978 Abraham Oron se convierte en el agente presidencial.